# Пепельный свет Луны
Пепельный свет Луны — слабое свечение части Луны, не освещённой прямым солнечным светом. Имеет характерный пепельный цвет. Наблюдается незадолго до и вскоре после новолуния (в начале первой четверти и в конце последней четверти).
Явление объясняется освещённостью Луны солнечным светом, отражённым Землёй. Таким образом, маршрут фотонов пепельного света Луны таков: Солнце → Земля → Луна → Земля (земной наблюдатель).
Причина этого явления хорошо известна со времён Леонардо да Винчи и Михаэля Мёстлина, учителя Кеплера, впервые давших верное объяснение пепельному свету. Объяснение Мёстлина было опубликовано в 1604 году в сочинении Кеплера «Astronomiae pars optica», объяснение же Леонардо да Винчи, данное на сто лет раньше, было найдено в его рукописях.
Впервые инструментальные сравнения яркости пепельного света и серпа Луны были произведены в 1850 году французскими астрономами Араго и Ложье.
Фотографические исследования пепельного света Луны в Пулковской обсерватории, выполненные Г. А. Тиховым, привели его к выводу, что Земля с Луны должна выглядеть как диск голубоватого цвета, что и подтвердилось в 1969 году, когда человек высадился на Луну. Он считал важным вести систематические наблюдения пепельного света. Наблюдения за пепельным светом Луны позволяют судить об изменении климата Земли. Интенсивность пепельного цвета в некоторой степени зависит от количества облачности на освещённой в данный момент стороне Земли; для европейской части России яркий пепельный свет, отражённый от мощной циклонической деятельности в Атлантике, предсказывает выпадение осадков через 7—10 дней.
В целом, освещённость Луны светом от полной Земли многократно (в среднем в 41 раз, по другим данным в 15) превышает освещённость Земли лунным светом в полнолуние. Это объясняется большими размерами и более высоким альбедо Земли.

## Галерея
- Пепельный свет молодой Луны
- Пепельный свет Луны во время полного солнечного затмения (составное изображение)